# 再見我的愛人 (鄧麗君歌曲)
《再見我的愛人》，華語經典歌曲。由1974年日本歌曲〈グッドバイ‧マイ‧ラブ〉改編，日文原唱是安·刘易斯，中文原唱是鄧麗君，1975年由香港寶麗金唱片發行，同一年劉文正也採用此曲但不同歌詞發表〈就這樣約定〉，並將此曲收錄於電影《門裡門外》原聲帶當中。〈再見我的愛人〉不但是鄧麗君個人的重要代表作之一，它亦是華人世界中家喻戶曉的經典歌曲。

## 歌曲簡介
再見我的愛人 Goodbye My Love，顧名思義這是一首描述一對愛人分離的情歌，優美的旋律搭配歌曲間一段感性的口白（原唱日本歌手安·劉易斯所演唱的版本，口白部份為英文，而鄧麗君的日文版本，口白部份為中文），使整首歌曲瀰漫著濃濃的惆悵，和幾許無可奈何的憂傷，鄧麗君多次演唱這首歌曲時泣不成聲。典型的版本是以爵士大樂隊的方式演奏，細節部分會有不同的變化，諸如管弦樂（小喇叭或薩克斯風等）在楔子和間奏的運用多寡。
據寶麗金唱片監製馮添枝憶述，國語版填詞人文采是作曲家羅寶生兄長羅寶文的筆名。

## 收錄專輯
〈グッドバイ‧マイ‧ラブ〉由日本老牌女歌手安·劉易斯（英文名：Ann Lewis）所演唱，1974年4月份在日本推出單曲，曾打進公信榜前廿名。同一年10月份，鄧麗君也將這首歌曲收錄進自己「空港／雪化粧」日文專輯當中。安·劉易斯和鄧麗君所演唱的〈グッドバイ‧マイ‧ラブ〉，兩者最大差異是在於歌詞中口白部分，安·劉易斯以英文來詮釋，而鄧麗君則是採用中文來詮釋，並且沿用至華語版本〈再見我的愛人〉當中。
翌年，香港寶麗金唱片公司為鄧麗君量身打造，推出一系列名為「島國之情歌」專輯，許多歌迷常將「島國」誤以為是指香港或台灣，但其實是指日本。1975年9月份發行的「島國之情歌第一集」實為1974年鄧麗君在日本發行的日文專輯「空港／雪化粧」之華語版，兩者的曲目次序也幾乎一樣，〈再見我的愛人〉即收錄於此專輯中。由於當時寶麗金唱片公司在台灣尚未設立分公司，因此台灣版交由海山唱片發行，其中將〈再見我的愛人〉加上了副歌名〈就這樣約定〉，成為這首歌曲在台灣版本獨有的名稱。

## 其他
超級星光大道第一季楊宗緯演唱再見我的愛人作為比賽項目歌曲。後蕭敬騰於2013年5月臺北的「鄧麗君追夢何日君再來紀念演唱會」亦有演唱這首歌曲。
費玉清，在2003年亦把再見我的愛人這首歌曲選進他的專輯「何日君再來」，此後便有機會在他的音樂會上聽到這首歌曲。最近一次知名的公開演出是受邀於在2015年5月在臺北「如果能許一個願－鄧麗君逝世二十年紀念演唱會」的演出（當時費玉清尚無在臺灣辦演唱會的意願）；當中他也演唱其它鄧麗君的知名歌曲，包括〈原鄉人〉、〈償還〉、〈何日君再來〉等。
另，包括蔡幸娟、方宥心等藝人也曾在音樂節目中演唱這首歌曲。